# Escroux
Escroux é uma comuna francesa na região administrativa da Occitânia, no departamento de Tarn. Estende-se por uma área de 10.24 km², e possui 47 habitantes, segundo o censo de 2018, com uma densidade de 4.6 hab/km².